# Törpeszajkó
A törpeszajkó (Cyanolyca nana) a madarak osztályának verébalakúak (Passeriformes) rendjébe és a varjúfélék (Corvidae) családjába tartozó faj.

## Rendszerezése
A fajt Bernard du Bus de Gisignies belga zoológus és ornitológus írta le 1847-ben, a Cyanocorax nembe Cyanocorax nanus néven.

## Előfordulása
Mexikó déli részén honos. Természetes élőhelyei a szubtrópusi vagy trópusi hegyi esőerdők és másodlagos erdők. Állandó, nem vonuló faj.

## Megjelenése
Testhossza 23 centiméter, testtömege 40-42 gramm. A törpeszajkó varjúfélék családjának legkisebb tagja. Tollruhája világoskék. Lábai és a csőre fekete.

## Életmódja
Párban vagy magányosan él. Költéskor a hím és a tojó együtt vannak. Rovarokat és terméseket fogyaszt.

## Természetvédelmi helyzete
Az elterjedési területe kicsi, egyedszáma 2500-9999 példány közötti és csökken. A Természetvédelmi Világszövetség Vörös listáján mérsékelten fenyegetett fajként szerepel.